# Ribotyping
Ribotyping (engl. Kofferwort für ribosomale Typisierung) ist in der Molekularbiologie ein Verfahren zur Erzeugung eines genetischen Fingerabdrucks von rDNA per Restriktionsfragmentlängenpolymorphismus.

## Prinzip
Durch das Ribotyping werden charakteristische Restriktionsmuster der DNA von Genen der ribosomalen RNA (rRNA) erzeugt. Die isolierte DNA wird mit einem Restriktionsenzym zerlegt, nach einer Agarose-Gelelektrophorese und einem Southern Blot mit Hybridisierungssonden aus Teilen der Gene der 16S rRNA und 23 S rRNA kann ein für die Art charakteristisches Muster erzeugt und mit Proben anderer Arten verglichen werden.